# Radical 100

Écriture ossécaille.

Le radical 100, signifiant naître, et par extension vie ou vivant, est un des 214 radicaux chinois répertoriés dans le Dictionnaire de Kangxi, il est constitué de cinq traits. C'est à l'origine un idéogramme, composé du pictogramme 屮 d'une pousse qui sort d'un autre pictogramme représentant la terre 一. Il signifie donc sortir de terre, c'est-à-dire pour une plante, naître. Il a été stylisé et normalisé avec le temps.
Il a également 𤯓 comme forme alternative.
生 est un caractère chinois (appelé hanzi en chinois, hanja en coréen, kanji en japonais et hán tự en vietnamien, les quatre langues nationales l'ayant utilisé). C'est également le radical 100.
En chinois, 生 exprime la naissance (comme dans chinois : 生日 ; pinyin : shēngrì ; litt. « jour de naissance », c'est-à-dire anniversaire de la naissance, vie comme dans chinois : 生活 ; pinyin : shēnghuó ou vivant, mais aussi, par association, cru, comme dans chinois : 生肉 ; pinyin : shēngròu ; litt. « viande crue ».
生 (vie, vivant) est un kanji composé de 5 traits. Il fait partie des kyōiku kanji de 1re année. Il se lit セイ (sei) ou ショウ (shou) en lecture on et い.きる (i.kiru) ou い.かす (i.kasu) en lecture kun.

## Exemple
- 先生 (sensei) : professeur
- 生物 (seibutsu) : une forme de vie, un organisme vivant
- 生まれる (umareru) : naître